# BK-46 Handboll
| Huvudtränare (Herr) | Mikael Källman |
| Huvudtränare (Dam)  | Thomas Holmberg |
| Ordförande          | Björn Siggberg |
| Grundat             | 1946 (handboll: 1949) |
| Hemort              | Karis, Finland |
| Färger              | |
| Finska mästerskap   | 1968, 1979, 1980, 1983, 1984, 1985, 1986, 1987, 1988, 1989, 1991, 1992, 1994, 1995, 1996, 1997, 1998, 2002, 2003, 2006, 2022 |
| FM-silver           | 1990, 1993, 1999, 2001, 2004, 2017                                                                                           |
| FM-brons            | 1966, 1972, 2007 |

BK-46 Handboll är en handbollsförening från Karis i södra Finland, som idkar verksamhet både på seniornivå och på juniornivå. BK-46 Handboll hade 2018 cirka 270 juniorer som tillsammans med de cirka 50 ledarna bildar en betydande juniorsektion. Föreningens seniorlag spelar på högsta finska nivå. Herrlaget vann 2017 silver i FM-ligan efter att stått utanför medaljpallen i tio år.

## Historia
BK-46 grundades 1946 som en fotbollsförening och tog med handboll på programmet 1949. Under 1950-talet spelade föreningen handboll i Finlandsserien och steg 1957 till FM-serien. Eftersom Karis köping saknade en tillräckligt stor idrottshall spelade BK:s herrar alla sina matcher på bortaplan. 1966 tog föreningen sin första medalj, ett brons, och 1968 blev BK-46 finska mästare utan att ha en egen hall. Konflikter inom föreningen, som bottnade i handbollslagets dyra resor, gjorde att föreningen 1974 lade ned handbollsverksamheten. I samband med beslutet avsade sig BK sin plats i mästerskapsserien och blev flyttade till tredje division. Tack vare aktiva handbollsaktivister och den goda viljan bland handbollsförbundets medlemsföreningar kunde BK-46 göra en nystart från Finlandsserien, och kunde således återvända till mästerskapsserien säsongen 1976-1977. 

### 1976-1987
Efter nedläggningen 1974 tog sig laget på rekordtid tillbaka till den finländska toppen och vann 1979 sitt andra mästerskap, denna gång i sin egen kupolhall som införskaffats 1976. Guldet 1979 blev inledningen på en sällan skådad dominans då BK-46 Handboll 1979-1999 vann 16 guld och tre silver på 21 säsonger. Under åren 1982-1987 vann BK fyra guld i mästerskapsserien, spelade Europacup-matcher mot storlag som THW Kiel (1983) och SKA Minsk (1984). 1987 lämnade stjärnorna Jan Rönnberg och Mikael Källman BK-46 för spel som proffs i Spanien respektive Västtyskland.

### Damlag i mästerskapsserien
1983 spelade BK:s damlag sin första säsong i mästerskapsserien och slutade på en femteplats, efter HIFK, Dicken, Kiffen och Atlas. Fram till 1998 spelade laget med två uppehåll i mästerskapsserien med en fjärdeplats som bästa placering innan verksamheten lades ned några år för att igen ta fart från första division 2001.

### 1987-1998
Med ett ungt lag fortsatte BK guldskörden 1988. Den exceptionella framgång som herrlaget haft sedan säsongen 1982-1983 fortsatte under hela 1990-talet med guld varje år utom 1990, 1993 och 1999. BK-46 herrlag var många gånger överlägsna vilket ofta ledde till minskad publikmängd på matcherna. Den lilla stationsortens egna handbollslag, byggt nästan helt på egna juniorer, avslutade sin enorma guldskörd 1998 då många av de bärande krafterna lade skorna på hyllan för att ge plats för yngre förmågor. Finalen mot Grankulla IFK, som slutade 25-19, var sista gången som Jan Rönnberg och Mikael Källman spelade tillsammans och BK-46 tog sitt 17 mästerskap på 30 år.

### 1999-2006
Generationsväxlingen resulterade 1999 i en silvermedalj och 2000 slutade BK på en fjärdeplats för att 2001 återvända till finalspelen mot den nygrundade Åboföreningen HC Dennis. Mikael Källman återvände från en tvåårig sejour i tyska Bundesligalaget TUSEM Essen och BK fick ge sig i den femte finalens förlängning. Åren därpå drog ändå BK det längre strået och vann guld 2002 och 2003, för att 2004 förlora finalen mot Åbolaget. Samtidigt som BK-46 firade 60 år 2006 vann BK-46 Handboll sitt senaste guld mot Sjundeå IF. 

### Damlaget tillbaka i mästerskapsserien
2001 gjorde BK-46 damlag en nystart från division 1 och återvände till mästerskapsserien säsongen 2002-2003 för att genast ta hem en silvermedalj, den bästa placeringen som damlaget hittills klarat av. Året därpå upprepade laget sin fina prestation och placerade sig på en fin andra plats. Året därpå blev det en bronspeng och även 2008 och 2013 lyckades laget placera sig på en tredjeplats i damernas mästerskapsserie.

## Spelare genom tiderna
BK-46 Handboll har under åren fostrat ett stort antal landslagsspelare och många av de BK-fostrade spelarna har även gjort sig namn i utländska ligor. De två stora namnen inom BK-46 Handboll är Jan Rönnberg och Mikael Källman som dominerade den finländska skytteligan under större delen av 1980-talet. Efter säsongen 1986-1987 lämnade de BK för att spela handboll i Spanien och Tyskland, Rönnberg i Tres de Mayo och Källman i SG Wallau-Massenheim. Andra spelare under 1980-talet var Peter Kihlstedt, Johan Karlsson, Roger Söderberg, Henrik B. Holmberg, Bo Westerholm, Hans Friberg, Magnus Krook, Tommi Jalkanen och Tomas Pöckelman.
I slutet av 1980-talet tog yngre krafter vid och nya namn ur de egna leden som tog plats på planen var Jan Källman, Johan Berglund, Tomas Westerlund, Jan Helander, Thomas Holmberg, Henrik Lindroos, Jarkko Helander, Christian Winberg, Thomas Sundström och Patrick Westerholm. 1994 flyttade Jan Källman till IF Guif och Tomas Westerlund till Lugi HF medan Patrick Westerholm 1996 flyttade till Kolding IF i Danmark.

## Spelartrupper

### Herrlaget
| Nr | Land    | Pos | Namn              |
| -- | ------- | --- | ----------------- |
| 1  | Finland | MV  | Mikael Heinonen   |
| 12 | Finland | MV  | Oscar Snellman    |
| 16 | Finland | MV  | Niklas Nummikoski |
| 33 | Ukraina | MV  | Bogdan Klepa      |
| 4  | Finland | M9  | Andreas Rönnberg  |
| 5  | Finland | M6  | Linus Löfgren     |
| 6  | Finland | V9  | Oscar Kihlstedt   |
| 7  | Finland | V6  | Robin Karlsson    |
| 8  | Finland | M6  | Kenneth Dahlberg  |
| 9  | Ukraina | H9  | Maksym Biegal     |

| Nr | Land    | Pos | Namn                 |
| -- | ------- | --- | -------------------- |
| 11 | Finland | M6  | Tatu Riihimäki       |
| 13 | Estland | M9  | Janis Selge          |
| 14 | Finland | H6  | Topias Laine         |
| 15 | Finland | V6  | Linus Lindberg       |
| 17 | Finland | V6  | Nicholas Mavrostomos |
| 18 | Finland | V9  | Miska Henriksson     |
| 19 | Finland | H9  | Alex Lignell         |
| 21 | Finland | V6  | Linus Sjöman         |
| 23 | Finland | V6  | Benjamin Helander    |
| 23 | Finland | H6  | Albert Lindholm      |

### Damlaget
| Nr | Land    | Pos | Namn                 |
| -- | ------- | --- | -------------------- |
| 1  | Finland | MV  | Johanna Terlinden    |
| 12 | Serbien | MV  | Ana Radojevic        |
| 16 | Finland | MV  | Linda Österholm      |
| 2  | Finland | H9  | Pamela Degerman      |
| 3  | Finland | M6  | Linda Melanen        |
| 4  | Finland | H6  | Linda Sjöblom        |
| 5  | Finland | V9  | Emilia Holmberg      |
| 6  | Finland | V6  | Elin Löf             |
| 7  | Finland | V9  | Nicolina Nynäs       |
| 8  | Finland | V6  | Nicolina Fredriksson |

| Nr | Land    | Pos | Namn                       |
| -- | ------- | --- | -------------------------- |
| 9  | Finland | M9  | Mathilda Sandblom          |
| 10 | Finland | V9  | Sirja Lassinharju-Heinonen |
| 11 | Finland | M9  | Alexandra Rönnberg         |
| 13 | Finland | V6  | Nicole Nyberg              |
| 14 | Finland | V9  | Jannica Laukkanen          |
| 15 | Finland | V6  | Patricia Sandell           |
| 17 | Finland | M9  | Jannica Kullberg           |
| 18 | Finland | V9  | Anu Riksman                |
| 19 | Finland | V6  | Erica Kullberg             |